# The Dark Crystal (computerspel)
The Dark Crystal is een grafisch avonturenspel voor de Apple II en Atari 8-bit, gebaseerd op de gelijknamige film. Het spel is ontworpen door Roberta Williams en uitgebracht door SierraVenture in 1983 Het was het eerste Hi-Res avonturenspel uitgebracht onder de SierraVenture line.
In het spel neemt de speler de rol aan van de Gelfling Jen, wiens taak het is om het duistere kristal te herstellen door de verloren kristalsplinter te vinden.
Het spel bevat geen soundtrack. Ontwikkeling van het spel duurde iets meer dan een maand.
In 1984 kwam een versimpelde versie van het spel uit getiteld Gelfling Adventure.